# 陳奇謀
陳奇謀（1548年—？），字嘉猷，號海樓，浙江嘉興府秀水縣（今嘉兴市）人，民籍，明朝政治人物。

## 生平
隆慶四年（1570年）浙江鄉試第四十名。萬曆二年（1574年）會試第九十六名，進士第三甲第一百三十三名。历知新淦、长乐两县，行取南京陕西道御史，巡视京营。十六年（1588年）出知韶州府，父母亡故丁憂，未赴补任。

## 家族
曾祖父陳富；祖父陳玉；父陳嶅。母湯氏。